# Gordon Spice

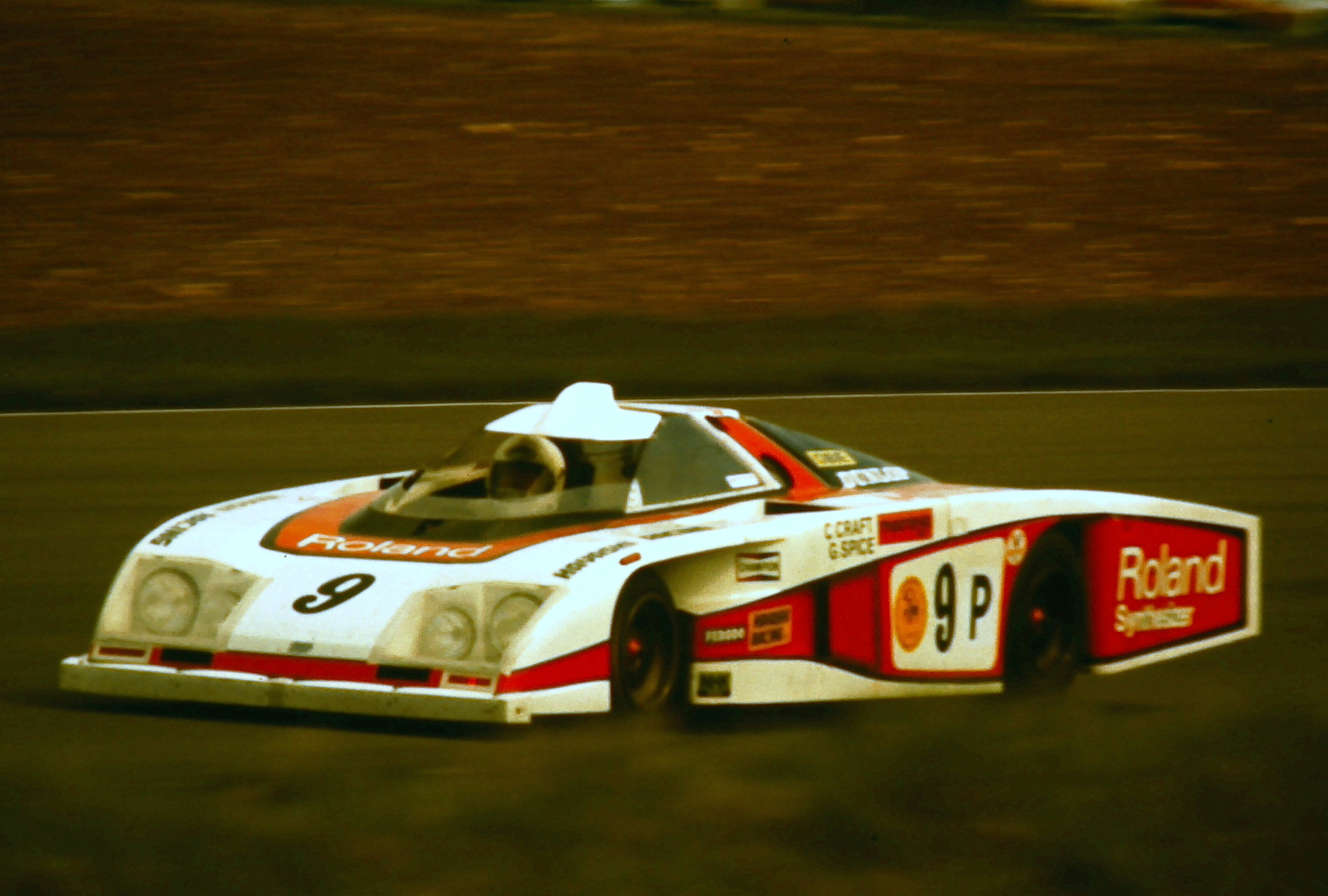
Der von Gordon Spice gefahrene Domo Zero RL beim 6-Stunden-Rennen von Silverstone 1979

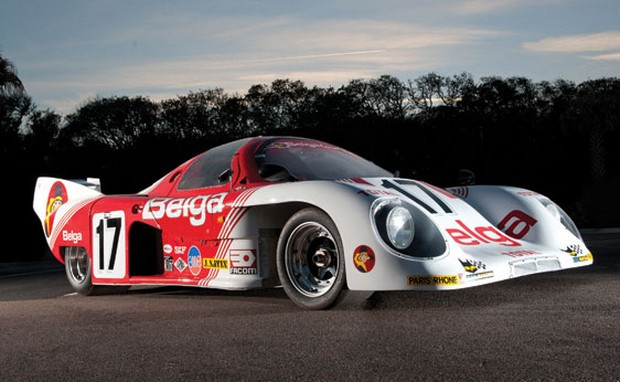
Der Rondeau M379 mit dem Gordon Spice 1980 Dritter beim 24-Stunden-Rennen von Le Mans wurde

George Gordon Spice (* 18. April 1940 in London; † 9. September 2021 ebenda) war ein britischer Automobilrennfahrer, Rennwagenkonstrukteur und Rennstallbesitzer.

## Motorsport-Karriere als Fahrer
Als Gordon Spice 1985 Spice Engineering gründete und mit Eigenkonstruktionen bei internationalen Sportwagenrennen an den Start ging, konnte der Brite auf eine mehr als zwanzigjährige Karriere als Rennfahrer zurückblicken. Spice fuhr Touren- und Sportwagenrennen und war über die Formel 5000 auch im Monopostosport aktiv. Rennen fuhr er bis 1989.

### Erfolge im Sportwagen
Spice begann Mitte der 1960er-Jahre professionell Autorennen zu fahren. 1964 wollte er beim 1000-km-Rennen auf dem Nürburgring auf der Nordschleife des Nürburgrings sein internationales Debüt als Fahrer geben. Er war als Partner von Chris Lawrence, der einen Morgan Plus 4 besaß, gemeldet. Das Team erschien aber nicht zu Training und Rennen, sodass das 24-Stunden-Rennen von Le Mans 1964 sein eigentliches Debüt war. Wieder war Lawrence sein Partner, der diesmal einen Deep Sanderson 301 meldete. Im Rennen überhitzte schon nach 13 Runden ein Zylinder und der Wagen musste abgestellt werden. Seinen ersten zählbaren Erfolg erzielte er beim 6-Stunden-Rennen von Jarama 1969. Das Rennen zählte zu keiner Meisterschaft und endete mit dem Sieg von Jochen Rindt und Àlex Soler-Roig auf einem Porche 908/02. Spice wurde mit Partner José Juncadella im Ford GT40 Dritter.
In den 1970er-Jahren gründete Spice einen eigenen Rennstall und setzte dort Ford Capri bei Tourenwagenrennen ein. Vor allem in der Britischen Tourenwagen-Meisterschaft war er höchst aktiv. 1975 feierte er sieben Laufsiege in der Klasse C und erreichte im Schlussklassement der Meisterschaft den dritten Rang; eine Platzierung die auch 1980 in den Ergebnislisten steht. 1978 gewann er mit Teamkollegen Teddy Pilette das 24-Stunden-Rennen von Spa-Francorchamps.
In Le Mans kam er zweimal nach 24-Stunden-Fahrzeit als Gesamtdritter ins Ziel; beide Male als Fahrer im Team von Jean Rondeau. 1980 hatten er und die beiden belgischen Martin-Brüder Philippe und Jean-Michel neun Runden Rückstand auf die siegreichen Teamkollegen Jean Rondeau und Jean-Pierre Jaussaud und sieben Runden auf die Zweitplatzierten Jacky Ickx und Reinhold Joest im Porsche 908/80 Turbo. 1981 war der Rückstand von Spice und François Migault mit 19 Runden auf die Sieger Jacky Ickx und Derek Bell weit größer als im Jahr davor. Erneut kamen jedoch zwei Rondeau unter die ersten Drei; Jacky Haran, Jean-Louis Schlesser und Philippe Streiff beendeten das Rennen einen Platz vor Spice.

### Rennwagenkonstrukteur bei Spice Engineering
1985 reihte sich Gordon Spice in die Kette derer Fahrer ein, die ihren Rennwagenkonstruktionen den eigenen Namen gaben. Sein Bruder Derek hatte schon beim Tourenwagenteam federführend mitgewirkt und wurde ab 1986 Teamchef bei Spice Engineering. 1984 und 1985 hatte Spice die Renneinsätze von Tiga Race Cars abgewickelt und dabei 1985 die Gesamtwertung der C2-Klasse der Sportwagen-Weltmeisterschaft gewonnen.
Spice fuhr mit seinem Freund und Cockpitpartner Ray Bellm, der Teilhaber und Sponsor des Teams war, bis 1989 Sportwagenrennen mit eigenen Konstruktionen, dann beendete er seine Fahrerkarriere und konzentrierte sich ganz auf die Führung von Spice Engineering. Als das Team 1991 in finanzielle Schwierigkeiten geriet und von einem Investor übernommen wurde, zog er sich vollständig zurück. 1995 versuchte Spice den Einstieg in die Formel-1-Weltmeisterschaft; das Projekt kam jedoch nicht zustande.

### Formel 5000
Sein erstes Formel-5000-Rennen bestritt er 1970 im Oulton Park. Die Rennveranstaltung war der zweite Wertungslauf der Formel-5000-Meisterschaft 1970. Spice fuhr einen Kitchiner K3A der einen 4,7-Liter-Ford-V8-Motor hatte. Mit einem Rückstand von drei Runden auf Mike Walker in einem McLaren M10B beendete er das Rennen als Sechster. Nach einem Ausfall in Brands Hatch kam er beim dritten Saisonrennen in Zolder als Neunter ins Ziel; wieder war der Rückstand auf den Sieger groß. Diesmal fehlten acht Runden auf Peter Gethin der ebenfalls einen McLaren M10 fuhr.
Spice mühte sich das erste Halbjahr mit dem schweren und unhandlichen Rennwagen und erzielte im Juli beim Wertungslauf in Monza mit dem vierten Rang sein bis dahin bestes Ergebnis. Nach einem fünften Platz am Salzburgring zog sich Spice vom erfolglosen Kitchiner-Projekt zurück.
1971 blieb er völlig erfolglos. Erst beim letzten Saisonrennen in Brands Hatch sah Spice die Zielflagge; er beendete den Meisterschaftslauf als Siebter. 1972 war er zu Beginn des Jahres bei einigen Rennen mit dem Kitchmac M10 engagiert – der im Grunde ein adaptierter McLaren M10 in einem V8-Chevrolet-Motor war und kam im März 1972 im Mallory Park als Vierter ins Ziel.
Er starb im September 2021.

## Statistik

### Le-Mans-Ergebnisse
| Jahr | Team                      | Fahrzeug                | Teamkollege      | Teamkollege         | Platzierung             | Ausfallgrund       |
| ---- | ------------------------- | ----------------------- | ---------------- | ------------------- | ----------------------- | ------------------ |
| 1964 | Lawrence Tune Engineering | Deep Sanderson 301      | Chris Lawrence   |                     | Ausfall                 | Zylinder überhitzt |
| 1978 | Charles Ivey Racing       | Porsche 911 Carrera RSR | Larry Perkins    | John Rulon-Miller   | Rang 14                 |                    |
| 1979 | Dome Co. Ltd.             | Dome Zero RL            | Chris Craft      | Tony Trimmer        | Ausfall                 | Benzinpumpe        |
| 1980 | Belga Jean Rondeau        | Rondeau M379            | Philippe Martin  | Jean-Michel Martin  | Rang 3                  |                    |
| 1981 | Otis Jean Rondeau         | Rondeau M379            | François Migault |                     | Rang 3                  |                    |
| 1982 | Automobiles Rondeau       | Rondeau M382            | François Migault | Xavier Lapeyre      | Ausfall                 | Motorschaden       |
| 1984 | Spice Tiga Racing         | Tiga GC84               | Ray Bellm        | Neil Crang          | Ausfall                 | Motorschaden       |
| 1985 | Spice Engineering         | Spice-Tiga GC85         | Ray Bellm        | Mark Galvin         | Rang 14                 |                    |
| 1986 | Spice Engineering         | Spice SE86C             | Ray Bellm        | Jean-Michel Martin  | Rang 19                 |                    |
| 1987 | Spice Engineering         | Spice SE86C             | Fermín Vélez     | Philippe de Henning | Rang 6 und Klassensieg  |                    |
| 1988 | Spice Engineering         | Spice SE88C             | Ray Bellm        | Pierre de Thoisy    | Rang 13 und Klassensieg |                    |
| 1989 | Spice Engineering         | Spice SE89C             | Ray Bellm        | Lyn St. James       | Ausfall                 | Motorschaden       |

### Einzelergebnisse in der Sportwagen-Weltmeisterschaft
| Saison | Team                          | Rennwagen               | 1   | 2   | 3   | 4   | 5   | 6   | 7   | 8   | 9   | 10  | 11  | 12  | 13  | 14  | 15  | 16  | 17  | 18  | 19  | 20  |
| ------ | ----------------------------- | ----------------------- | --- | --- | --- | --- | --- | --- | --- | --- | --- | --- | --- | --- | --- | --- | --- | --- | --- | --- | --- | --- |
| 1964   | Deep Sanderson                | Deep Sanderson 301      | DAY | SEB | TAR | MON | SPA | CON | NÜR | ROS | LEM | REI | FRE | CCE | RTT | SIM | NÜR | MON | TDF | BRI | BRI | PAR |
| 1964   | Deep Sanderson                | Deep Sanderson 301      |     |     |     |     |     | DNF |     |     |     |     |     |     |     |     |     |     |     |     |     |     |
| 1969   | Escuderia Montjuich Nick Gold | Ford GT40 Porsche 906   | DAY | SEB | BRH | MON | TAR | SPA | NÜR | LEM | WAT | ZEL |     |     |     |     |     |     |     |     |     |     |
| 1969   | Escuderia Montjuich Nick Gold | Ford GT40 Porsche 906   |     |     | DNF |     |     |     | DNF |     |     |     |     |     |     |     |     |     |     |     |     |     |
| 1977   | Gordon Spice                  | Ford Capri              | DAY | MUG | DIJ | MON | SIL | NÜR | VAL | PER | WAT | EST | LEC | MOS | IMO | SAL | BRH | HOK | VAL |     |     |     |
| 1977   | Gordon Spice                  | Ford Capri              |     |     |     |     | 15  | 23  |     |     |     |     |     |     |     |     |     |     |     |     |     |     |
| 1978   | Ivey Racing                   | Porsche 911             | DAY | SEB | MUG | TAL | DIJ | SIL | NÜR | LEM | MIS | DAY | WAT | VAL | ROD |     |     |     |     |     |     |     |
| 1978   | Ivey Racing                   | Porsche 911             |     |     |     |     | 14  |     |     |     |     |     |     |     |     |     |     |     |     |     |     |     |
| 1979   | Dome Spice Racing             | Dome Zero RL Ford Capri | DAY | SEB | MUG | TAL | DIJ | RIV | SIL | NÜR | LEM | PER | DAY | WAT | SPA | BRH | ROA | VAL | ELS |     |     |     |
| 1979   | Dome Spice Racing             | Dome Zero RL Ford Capri |     |     |     |     |     |     | 11  |     | DNF |     |     |     | 5   |     |     |     |     |     |     |     |
| 1980   | Jean Rondeau Belga Team       | Rondeau M379 Ford Capri | DAY | BRH | SEB | MUG | MON | RIV | SIL | NÜR | LEM | DAY | WAT | SPA | MOS | ROA | VAL | DIJ |     |     |     |     |
| 1980   | Jean Rondeau Belga Team       | Rondeau M379 Ford Capri |     |     |     |     |     |     |     |     | 3   |     |     | 9   |     |     |     |     |     |     |     |     |
| 1981   | Jean Rondeau Belga Team       | Rondeau M379 Ford Capri | DAY | SEB | MUG | MON | RIV | SIL | NÜR | LEM | PER | DAY | WAT | SPA | MOS | ROA | BRH |     |     |     |     |     |
| 1981   | Jean Rondeau Belga Team       | Rondeau M379 Ford Capri |     |     |     |     |     |     |     | 3   |     |     |     | 8   |     |     |     |     |     |     |     |     |
| 1982   | Jean Rondeau                  | Rondeau M382            | MON | SIL | NÜR | LEM | SPA | MUG | FUJ | BRH |     |     |     |     |     |     |     |     |     |     |     |     |
| 1982   | Jean Rondeau                  | Rondeau M382            |     | 5   |     | DNF | 5   |     |     |     |     |     |     |     |     |     |     |     |     |     |     |     |
| 1984   | Spice Tiga Racing             | Tiga GC84               | MON | SIL | LEM | NÜR | BRH | MOS | SPA | IMO | FUJ | KYA | SAN |     |     |     |     |     |     |     |     |     |
| 1984   | Spice Tiga Racing             | Tiga GC84               |     | DNF | DNF | 13  |     |     | 9   | 10  |     |     | 10  |     |     |     |     |     |     |     |     |     |
| 1985   | Spice Engineering             | Spice-Tiga GC85         | MUG | MON | SIL | LEM | HOK | MOS | SPA | BRH | FUJ | SEL |     |     |     |     |     |     |     |     |     |     |
| 1985   | Spice Engineering             | Spice-Tiga GC85         | 7   | 7   | 11  | 14  | 9   | 5   | 9   | DNF |     |     |     |     |     |     |     |     |     |     |     |     |
| 1986   | Spice Engineering             | Spice SE86C             | MON | SIL | LEM | NÜN | BRH | JER | NÜR | SPA | FUJ |     |     |     |     |     |     |     |     |     |     |     |
| 1986   | Spice Engineering             | Spice SE86C             | 14  | 14  | 19  |     | 11  | 5   | 7   | 14  | 20  |     |     |     |     |     |     |     |     |     |     |     |
| 1987   | Spice Engineering             | Spice SE86C Spice SE87C | JAR | JER | MON | SIL | LEM | NÜN | BRH | NÜR | SPA | FUJ |     |     |     |     |     |     |     |     |     |     |
| 1987   | Spice Engineering             | Spice SE86C Spice SE87C | 9   | 4   | 7   | 7   | 6   | 6   | 8   | DNF | 10  | 8   |     |     |     |     |     |     |     |     |     |     |
| 1988   | Spice Engineering             | Spice SE88C             | JER | JAR | MON | SIL | LEM | BRÜ | BRH | NÜR | SPA | FUJ | SAN |     |     |     |     |     |     |     |     |     |
| 1988   | Spice Engineering             | Spice SE88C             | 7   | 7   | 8   | 8   | 13  | 7   | 4   | DNF | 6   | DNF | 5   |     |     |     |     |     |     |     |     |     |